# Nérignac
Nérignac ist eine westfranzösische Gemeinde mit 117 Einwohnern (Stand: 1. Januar 2022) im Département Vienne in der Region Nouvelle-Aquitaine. Die Gemeinde gehört zum Arrondissement Montmorillon und zum Kanton Lussac-les-Châteaux. Die Einwohner werden Nérignacois genannt.

## Lage
Nérignac liegt etwa 49 Kilometer südöstlich von Poitiers. Umgeben wird Nérignac von den Nachbargemeinden Persac im Norden und Osten, Adriers im Süden und Südosten sowie Moussac im Westen.

## Bevölkerungsentwicklung
| Jahr                      | 1962 | 1968 | 1975 | 1982 | 1990 | 1999 | 2006 | 2013 |
| Einwohner                 | 202  | 189  | 199  | 168  | 159  | 139  | 141  | 126  |
| Quelle: Cassini und INSEE |      |      |      |      |      |      |      |      |

## Sehenswürdigkeiten
- Kirche St-Blaise (siehe auch: Liste der Monuments historiques in Nérignac)